# ハンフ (小惑星)
ハンフ (7902 Hanff) は小惑星帯に位置する小惑星。ベルギーの天文学者エリック・エルストがヨーロッパ南天天文台で発見した。
ドイツのオルガニスト、ヨハン・ニコラウス・ハンフ（Johann Nicolaus Hanff,1665年 - 1711年)から命名された。